# Innviertel
Innviertel (en alemany, quart de Inn) o Innkreis és una de les quatre regions històriques de l'Alta Àustria. Les altres regions que constitueixen aquest bundesland d'Àustria són Hausruckviertel, Mühlviertel i Traunviertel.
S'anomena així pel riu Inn que recorre la regió.
Innviertel va pertànyer a Bavaria fins al 1777. Després de la Guerra de Successió, Innviertel va ser cedit a Àustria. El 1809 va tornar a formar part de Bavaria, i el 1816 va tornar a ser cedit a Àustria.
Innviertel inclou els districtes de Braunau am Inn, Ried im Innkreis i Schärding.